# Mhlosheni
Koordinaten: 27° 11′ S, 31° 23′ O
Mhlosheni (auch: Mhlotsheni) ist ein Ort in Eswatini. Er liegt im Süden des Landes in der Region Shiselweni im südlichen Afrika. Der Ort liegt etwa 952 Meter über dem Meeresspiegel im  Middleveld.

## Geographie
Mhlosheni etwa sechs Kilometer nördlich der Grenze zu Südafrika an der Fernstraße MR11, die von Westen nach Südosten verläuft. Beim Ort mündet auch die MR12 von Norden kommend in die MR11. Westlich des Ortes entspringen die Quellbäche des Flusses Ngwede, welcher nach Norden zum Nggwayuma hin entwässert.